# El aliento del diablo

El aliento del diablo est un film espagnol coécrit et réalisé par Paco Lucio, sorti en 1993.

## Fiche technique
- Réalisation : Paco Lucio
- Scénario et dialogues : Paco Lucio, Manuel Gutiérrez Aragón, Elías Querejeta
- Directeur de la photographie : Alfredo Mayo
- Musique : Angel Illaramendi
- Décors : Ion Arretxe
- Montage : Nacho Ruiz Capillas

## Distribution
- Alexandre Kaïdanovski : Damián, un chasseur muet qui cherche un endroit meilleur pour sa famille et pour lui
- Valentina Vargas : Priscila, sa belle épouse
- Fernando Guillén : Don Rodrigo, un seigneur local qui convoite Priscila
- Alfredo Zafra : Pablo, le fils muet de Damian
- Tito Valverde : Ginés
- Ester Bizcarrondo : Bibiana
- Helga Liné
- Francisco Maestre
- Pepa Perez
- Diana Salcedo
- Al Victor
- Manuel Zarzo